# Biatló als Jocs Olímpics d'hivern de 2006
Als Jocs Olímpics d'Hivern de 2006 celebrats a la ciutat de Torí (Itàlia) es disputaren deu proves de biatló, cinc en categoria masculina i cinc més en categoria femenina. En aquesta edició debutaren les proves de sortida massiva.
Les proves es realitzaren entre els dies 11 i 25 de febrer de 2006 a les instal·lacions de Cesana San Sicario.

## Comitès participants
Hi participaren un total de 204 biatletes, entre ells 107 homes i 97 dones, de 37 comitès nacionals diferents.
| - Alemanya (10) - Argentina (1) - Austràlia (1) - Àustria (6) - Belarús (10) - Bòsnia i Hercegovina (2) - Bulgària (6) - Canadà (7) - Corea del Sud (1) - Croàcia (1) |  | - Eslovàquia (10) - Eslovènia (8) - Espanya (1) - Estats Units (9) - Estònia (6) - Finlàndia (1) - França (9) - Grècia (1) - Hongria (2) |  | - Itàlia (10) - Japó (9) - Kazakhstan (2) - Letònia (9) - Lituània (2) - Moldàvia (4) - Noruega (10) - Polònia (10) - Regne Unit (2) |  | - Txèquia (10) - Romania (5) - Rússia (12) - Sèrbia i Montenegro (1) - Suècia (6) - Suïssa (2) - Ucraïna (10) - Xile (2) - R.P. de la Xina (6) |

## Resum de medalles

### Categoria masculina
| Prova                              | Or                                                                 | Argent                                                                       | Bronze                                                                    |
| 10 km. esprint Detalls             | Sven Fischer                                                       | Halvard Hanevold                                                             | Frode Andresen                                                            |
| 12,5 km. persecució Detalls        | Vincent Defrasne                                                   | Ole Einar Bjørndalen                                                         | Sven Fischer                                                              |
| 15 km. amb sortida massiva Detalls | Michael Greis                                                      | Tomasz Sikora                                                                | Ole Einar Bjørndalen                                                      |
| 20 km. Detalls                     | Michael Greis                                                      | Ole Einar Bjørndalen                                                         | Halvard Hanevold                                                          |
| Equips Detalls                     | AlemanyaSven Fischer · Michael Greis · Ricco Gross · Michael Rösch | RússiaIvan Tcherezov · Serguei Txépikov · Pavel Rostovtsev · Nikolay Kruglov | FrançaJulien Robert · Vincent Defrasne · Ferréol Cannard · Raphaël Poirée |

### Categoria femenina
| Prova                                | Or                                                                           | Argent                                                              | Bronze                                                                       |
| 7,5 km. esprint Detalls              | Florence Baverel                                                             | Anna Carin Olofsson                                                 | Lilia Efremova                                                               |
| 10 km. persecució Detalls            | Kati Wilhelm                                                                 | Martina Glagow                                                      | Albina Akhatova                                                              |
| 12,5 km. amb sortida massiva Detalls | Anna Carin Olofsson                                                          | Kati Wilhelm                                                        | Uschi Disl                                                                   |
| 15 km. Detalls                       | Svetlana Ishmouratova                                                        | Martina Glagow                                                      | Albina Akhatova                                                              |
| Equips Detalls                       | RússiaAnna Bogaliy · Svetlana Ishmouratova · Olga Zaitseva · Albina Akhatova | AlemanyaMartina Glagow · Andrea Henkel · Katrin Apel · Kati Wilhelm | FrançaDelphyne Peretto · Florence Baverel · Sylvie Becaert · Sandrine Bailly |

## Medaller
| Posició | País     | Or | Argent | Bronze | Total |
| 1       | Alemanya | 5  | 4      | 2      | 11    |
| 2       | Rússia   | 2  | 1      | 2      | 5     |
| 3       | França   | 2  | 0      | 2      | 4     |
| 4       | Suècia   | 1  | 1      | 0      | 2     |
| 5       | Noruega  | 0  | 3      | 3      | 6     |
| 6       | Polònia  | 0  | 1      | 0      | 1     |
| 7       | Ucraïna  | 0  | 0      | 1      | 1     |
|         |          |    |        |        |       |
| Total   | Total    | 10 | 10     | 10     | 30    |